# Cratere Ritter

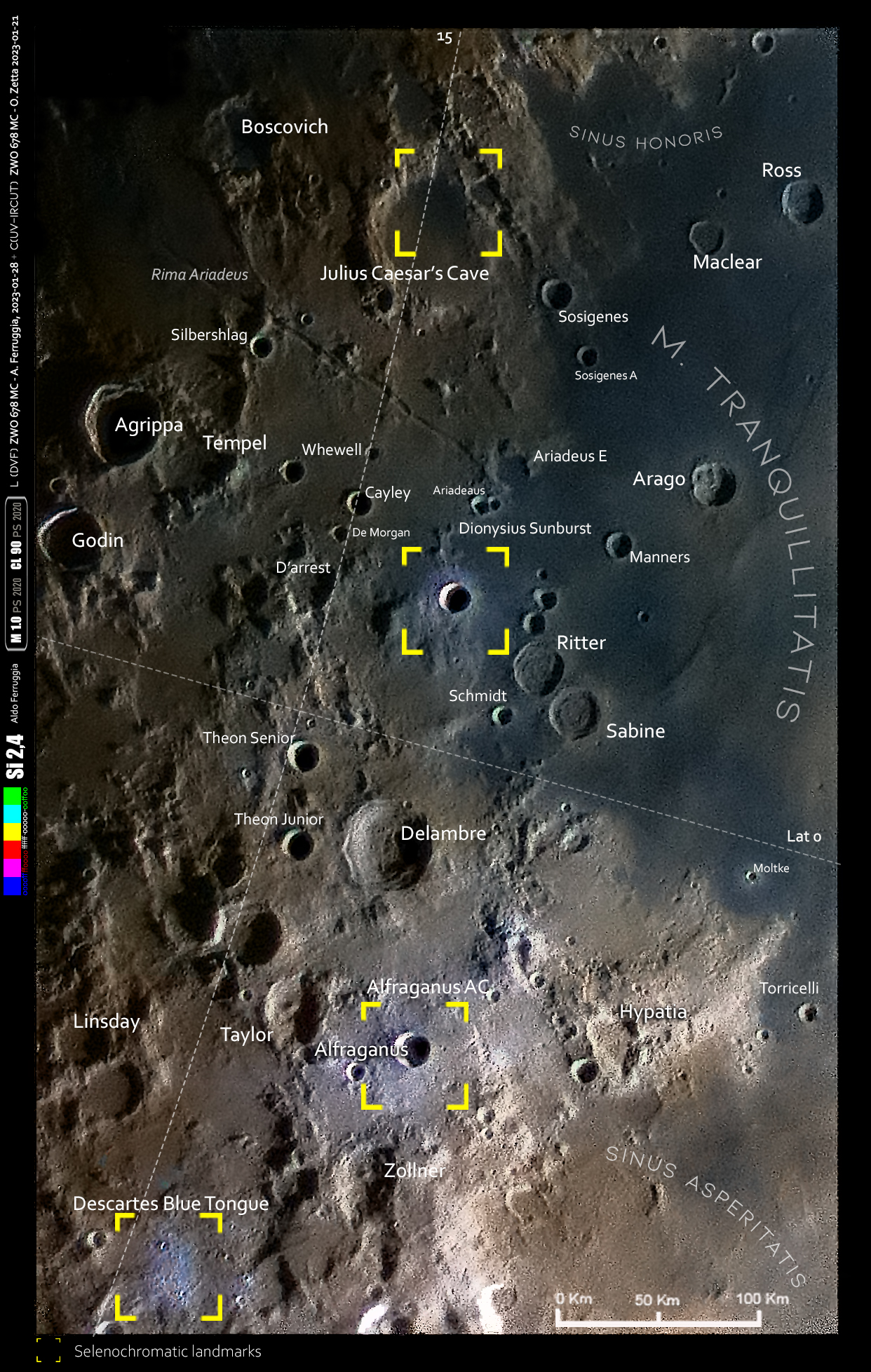
Il cratere con le strutture vicine in una Immagine Selenocromatica(Si)

Ritter è un cratere lunare intitolato al geografo Karl e all'astrofisico Georg Dietrich August Ritter; è situato all'interno del Mare della Tranquillità, sull'emisfero lunare sempre rivolto verso la Terra. Poco meno di due chilometri lo separano dal vicino cratere Sabine, mentre in direzione nordovest si trova il cratere Dioniso, e a nord-nordest si possono individuare i crateri Manners e Arago. A nordovest del cratere si trova inoltre un sistema di fratture note come Rimae Ritter.
Il perimetro del cratere è circolare, ma localmente irregolare; le pareti interne sembrano essere collassate verso il fondo. Il letto è irregolare.
A circa 85 km di distanza in direzione est-sudest si trova la Statio Tranquillitatis, il luogo d'allunaggio della missione Apollo 11, la prima discesa umana sulla Luna.

## Crateri correlati
Alcuni crateri minori situati in prossimità di Ritter sono convenzionalmente identificati, sulle mappe lunari, attraverso una lettera associata al nome.
| Ritter | Latitudine | Longitudine | Diametro |
| ------ | ---------- | ----------- | -------- |
| B      | 3,3° N     | 18,9° E     | 14 km    |
| C      | 2,8° N     | 18,9° E     | 14 km    |
| D      | 3,7° N     | 18,8° E     | 7 km     |